# Pityromeria herzogii
Pityromeria herzogii là một loài thực vật có mạch trong họ Adiantaceae. Loài này được (Rosenst.) L.D. Gómez miêu tả khoa học đầu tiên năm 1979.